# Качурки
Качурки, или качурковые (лат. Hydrobatidae), — семейство новонёбных птиц из отряда буревестникообразных. Русское название происходит от слова «окочуриться»: в старину качурок считали душами утонувших моряков. Из-за сходства некоторых качурок с ласточками (в размерах, щебетании и манере полёта) их также называли «штормовыми ласточками».

## Описание
Небольшие, меньше голубя (размах крыльев около 40 см), морские птицы, в полёте несколько напоминающие ласточек. Полёт быстрый, маневренный, порхающий, обычно летают низко над поверхностью моря. Часто встречаются большими стаями, особенно когда слетаются ночью на свет судов. На суше передвигаются неуверенно. Нырять не способны.

### Голос
Голос — тихий щебет, писк или тиканье.

## Образ жизни

### Питание
Питаются качурки крупным планктоном, мальками рыб или отходами рыбного промысла.

### Размножение
Гнездятся колониями в норах, которые выкапывают в торфе или мягких грунтах, либо гнездо устраивается в трещинах скал и каменистых осыпях. Птенцов продолжают кормить до подъёма их на крыло.

## Классификация
Семейство качурковых монотипическое с 18 видами:
- - Hydrobates pelagicus — Прямохвостая качурка, или британская качурка
  - Hydrobates furcatus — Серая вилохвостая качурка, или сизая качурка
  - Hydrobates hornbyi — Качурка Хорнби
  - Hydrobates monorhis — Вилохвостая качурка, или малая качурка
  - Hydrobates matsudairae — Качурка Матсудайра
  - Hydrobates leucorhous — Северная качурка
  - Hydrobates socorroensis
  - Hydrobates cheimomnestes
  - Hydrobates homochroa — Пепельная качурка
  - Hydrobates castro — Мадейрская качурка
  - Hydrobates monteiroi
  - Hydrobates jabejabe
  - Hydrobates tethys — Галапагосская качурка[1]
  - Hydrobates melania — Чёрная качурка
  - † Hydrobates macrodactylus — Гуадалупская качурка
  - Hydrobates markhami — Качурка Маркема, или качурка Маркхама
  - Hydrobates tristrami — Тёмная качурка
  - Hydrobates microsoma — Малая калифорнийская качурка